# Група вікових дубів (Тясминське лісництво)
Група вікових дубів — ботанічна пам'ятка природи місцевого значення. 
Об'єкт розташований на території Черкаського району Черкаської області, квартал 301 (виділ 10) Тясминського лісництва, поблизу від правління згаданого лісництва, біля с. Ірдинівка.
Площа — 2,2 га, статус отриманий у 1972 році.

## Галерея

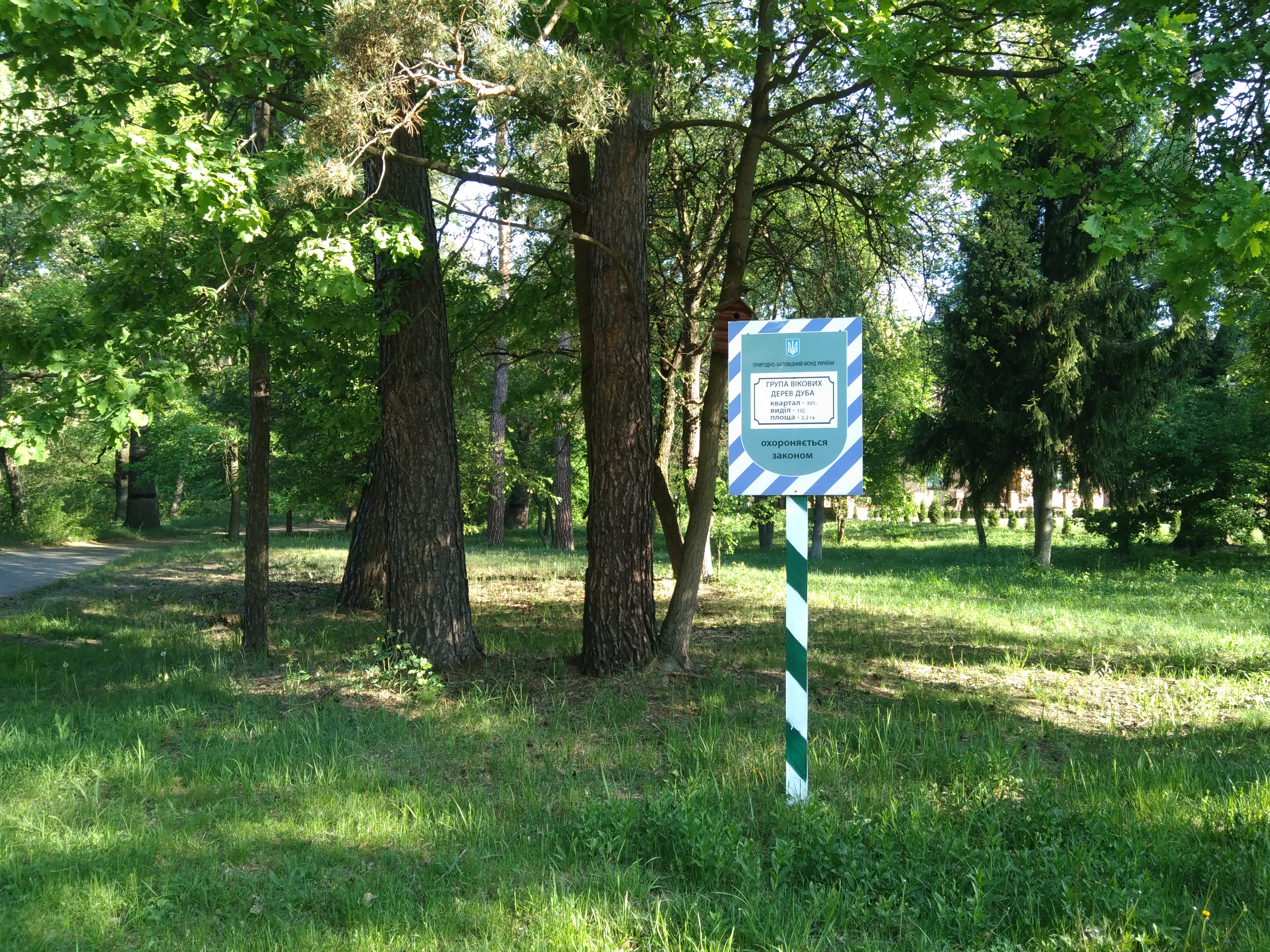
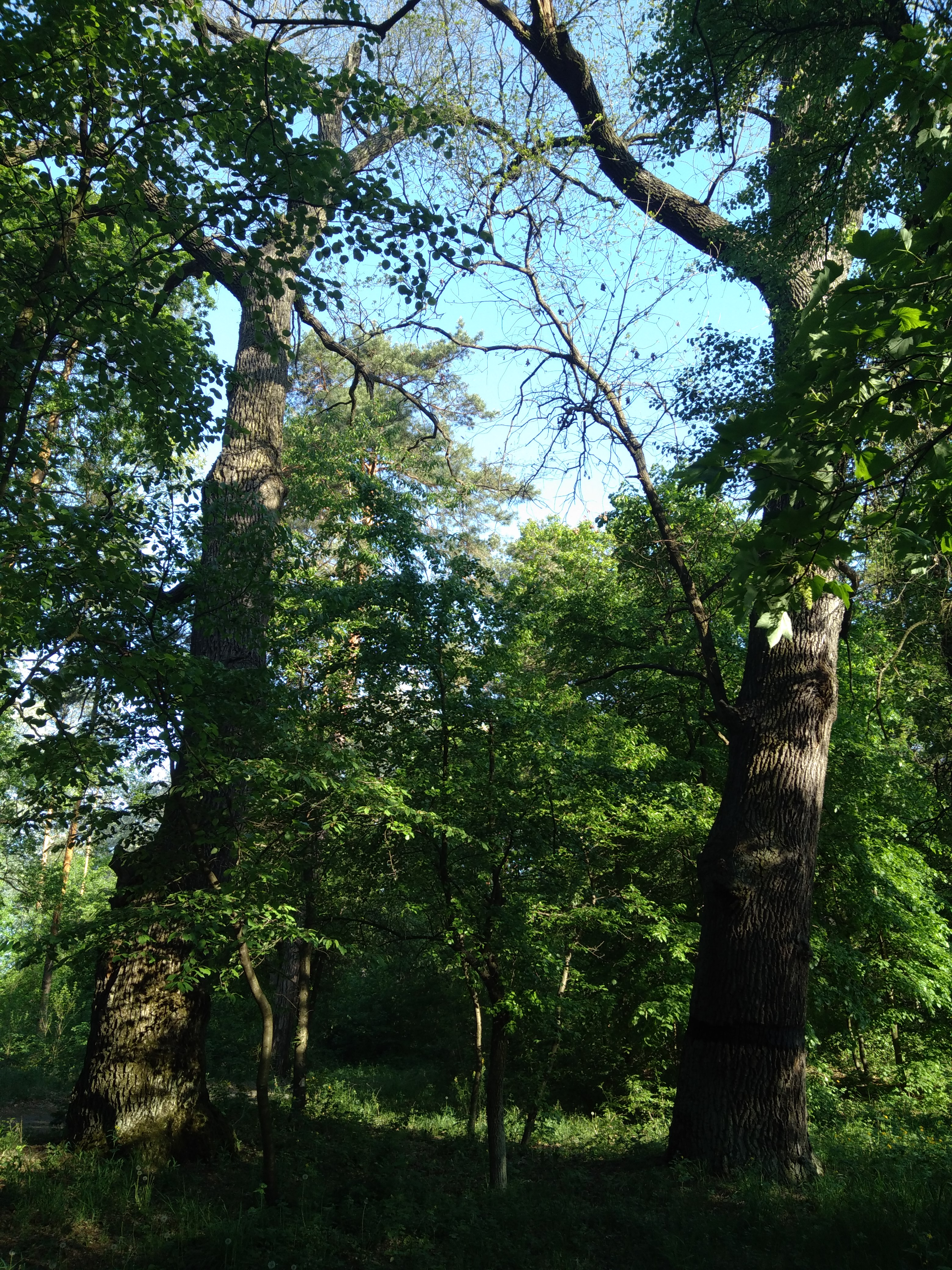
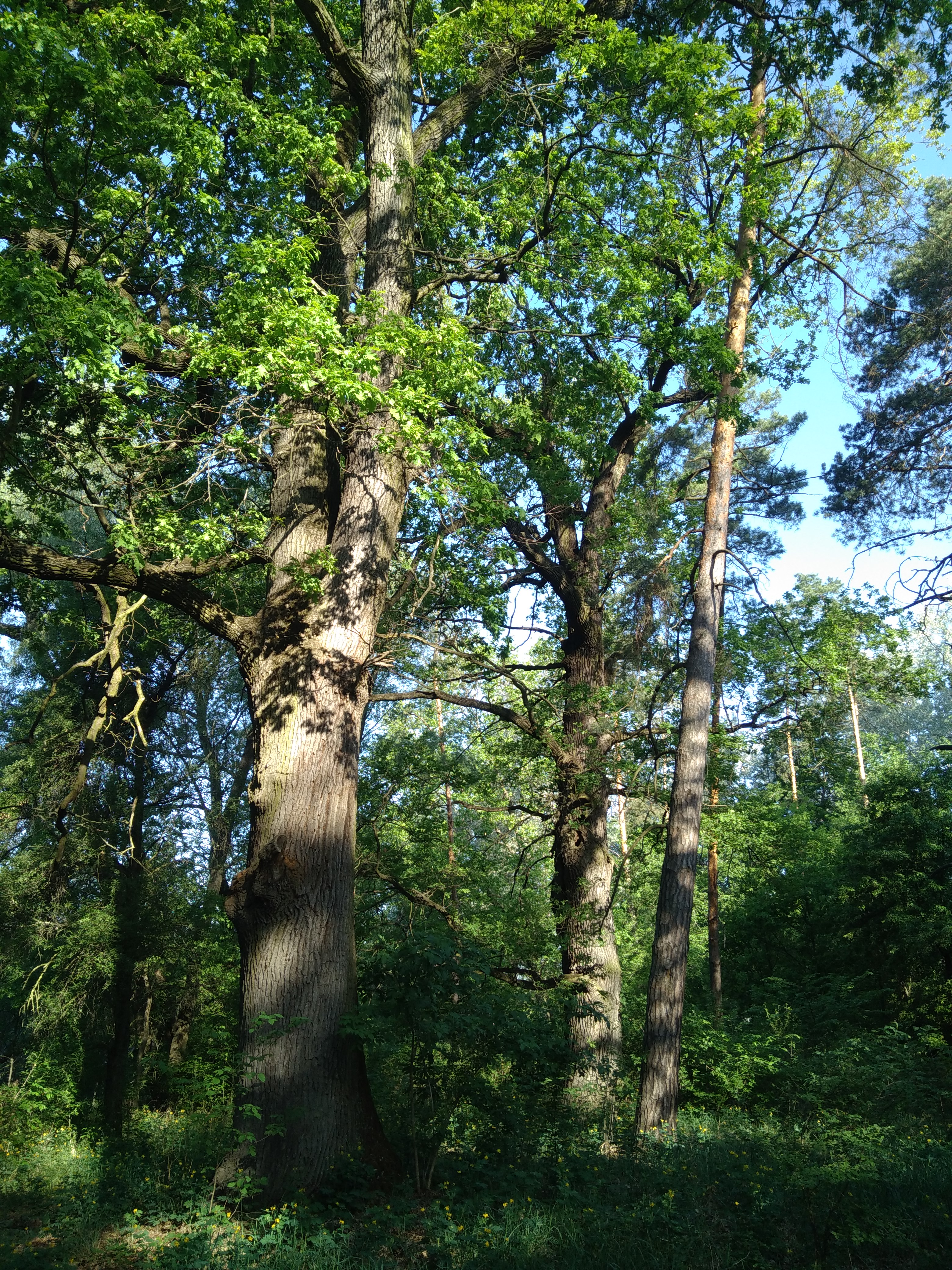